# Francis Ryck
Francis Ryck (* 4. März 1920 in Paris; † 19. August 2007 ebenda), eigentlich Yves Delville, war ein französischer Schriftsteller.

## Leben
Yves Delville wurde für seine Kriminal- und Spionageromane bekannt, die er meistenteils unter dem Pseudonym Francis Ryck veröffentlichte. Viele seiner Werke wurde auch verfilmt.
Im Alter von über 87 Jahren starb Francis Ryck am 19. August 2007 in Paris und fand dort auch seine letzte Ruhestätte.

## Ehrungen
- 1969 Grand prix de littérature policière für den Roman Drôle de pistole.

## Werke (Auswahl)
- Rendezvous fatal. Roman. Ullstein, Berlin 1998, ISBN 3-548-24391-6.
- Überleben soll keiner ... („Paris va mourir“). Scherz Verlag, München 1972.
- Flieh nicht mit Fremden. Kriminalroman („Le compagnon indésirable“). Rowohlt, Reinbek 1975, ISBN 3-499-42335-9.
- Alle Fäden in ihrer Hand. Kriminalroman („Le cimetière de durs“). Rowohlt, Reinbek 1972, ISBN 3-499-42254-9.
- Wollen Sie mit mir sterben? („Voulez-vous mourir avec moi?“). Rowohlt, Reinbek 1975, ISBN 3-499-42353-7.
- Preis der Dinge („Le prix des choses“). Rowohlt, Reinbek 1976, ISBN 3-499-42374-X.
- Sterben, das ist nicht so wichtig („Effraction“). Rowohlt, Reinbek 1977, ISBN 3-499-42426-6.
- Die Testamentsvollstrecker. Kriminalroman („Le testament d'Amerique“). Rowohlt, Reinbek 1977, ISBN 3-499-42410-X.
- Eine Falle für drei Personen („Le piêge“). Rowohlt, Reinbek 1983, ISBN 3-499-42647-1.
- Ehrlich währt am kürzesten („Pière de se pencher au-dehors“). Rowohlt, Rowohlt 1980, ISBN 3-499-42518-1.
- Ein Sender im Gepäck („Drôle de pistolet“). Rowohlt, Reinbek 1971, ISBN 3-499-42222-0.
- Wie Sand zwischen den Fingern. Kriminalroman („Les chasseurs de sable“). Rowohlt, Reinbek 1974, ISBN 3-499-42313-8.

## Verfilmungen
- 1964: Bei Oscar ist ’ne Schraube locker (Une souris chez les hommes) – Regie: Jacques Poitrenaud (nach dem Roman Les heures ouvrables)
- 1970: Der Mann mit der Torpedohaut (La peau de torpédo) Regie: Jean Delannoy (nach dem Roman La peau de torpédo)
- 1973: Ich – die Nummer eins (Le silencieux) – Regie: Claude Pinoteau (nach dem Roman Le silencieux)
- 1974: Das Netz der tausend Augen (Le secret) – Regie: Robert Enrico (nach dem Roman Le compagnon indésirable)
- 1983: Flucht in den Abgrund (Effraction) – Regie Daniel Duval (nach dem Roman Effraction)
- 1984: Les fils des alligators – Regie: André Farwagi (nach dem gleichnamigen Roman)
- 1986: Ehrbare Ganoven (Conseil de famille) – Regie: Costa-Gavras (nach dem Roman Conseil de famille)
- 1987: Le cimetière de durs – Regie Yves Butler (nach dem gleichnamigen Roman)
- 1988: Deux minutes de soleil en plus – Regie: Gérard Vergez (nach dem gleichnamigen Roman)
- 1988: Der Kuß des Tigers – Regie: Petra Haffter (nach dem Roman Voulez vous mourir avec moi?)
- 1992: Les genoux cagneux – Regie: Hervé Baslé (nach dem gleichnamigen Roman)